# World Music Award 2000
I World Music Award 2000 (12ª edizione) si sono tenuti nel Principato di Monaco il 10 maggio 2000. Sono stati presentati dalla top model Elle Macpherson e dal cantante Mark McGrath. 
Si ricordano principalmente per la partecipazione dell'artista Michael Jackson insignito quell'anno dalle mani del Principe Alberto II di Monaco del premio come Miglior Artista Maschile Pop del Millennio che lo presentò con queste parole:

## Premiati

### Premi 2000
- World's Best Selling Pop Male Artist: Ricky Martin
- World's Best Selling Pop, Dance, R&B and American Group: Backstreet Boys
- World Best Selling Pop Female Artist: Britney Spears
- World Best Selling New-Female Artist: Christina Aguilera

### Premi speciali
- Best Selling Pop Male Artist of the Millennium: Michael Jackson
- Best Selling Pop Female Artist of the Millennium: Mariah Carey

### Premi regionali
- World Best Selling German and New Male Artist: Lou Bega
- World Best Selling African Artist: Femi Kuti
- World Best Selling Arabic Artist/Group: Taha, Khaled, Faudel
- World Best Selling Asian Artist: Utada Hikaru
- World Best Selling Australian Recording Artist: Tina Arena
- World Best Selling British Artist/Group: Jamiroquai
- World Best Selling French Recording Artist/Group: Notre-Dame De Paris
- World Best Selling Irish Recording Artist: Ronan Keating
- World Best Selling Italian Group: Eiffel 65
- World Best Selling Latin Artist: Ricky Martin
- World Best Selling Russian Recording Artist: Kristina Orbakaitė
- World Best Selling Scandinavian Artist/Group: Roxette
- World Best Selling Swiss Recording Artist: DJ Bobo
- World Best Selling Reggae Artist/Group: Funstar Deluxe